# Royaume de Fazughli
c. 1500 – c. 1685
Entités précédentes :
- Royaume d'Alodie

Entités suivantes :
- Sultanat de Sennar

Le royaume de Fazughli était situé dans la région qui appartient maintenant au sud-est du Soudan et à l'ouest de l'Éthiopie. Les traditions orales évoquent sa création par les réfugiés du royaume d'Alodie, après que sa capitale Soba soit tombée aux mains des Arabes ou des Funj vers 1500. Centré autour de la région montagneuse de Fazughli (en), sur le Nil Bleu, entre le sultanat de Funj et l'empire éthiopien, le royaume a duré jusqu'à son incorporation au sultanat de Funj en 1685.

## Histoire

### Formation
Au Moyen Âge, de grandes parties du centre et du sud du Soudan, y compris la région de Fazughli (en) à la frontière avec l'Éthiopie, étaient contrôlées par le royaume chrétien d'Alodie. Ce royaume commence à décliner à partir du XIIe siècle, un déclin qui aurait été bien avancé vers 1300.  Aux XIVe et XVe siècles, les tribus bédouines arabes ont envahi la majeure partie du Soudan,  poussant jusqu'à l'île d'Aba (en). Durant la seconde moitié du XVe siècle pratiquement la totalité de l'Alodie était occupée par les Arabes excepté la région autour de Soba, la capitale de l'Alodie au confluent du Nil Bleu et du Nil Blanc.  Soba a finalement été conquise par les Arabes ou par les Funj africains, les sources soudanaises datant cet événement au IXe siècle après le Hijra ( c. 1396-1494),  soit la fin du XVe siècle, voire 1504 ou 1509.  Les Funj ont alors établi un sultanat avec Sennar comme capitale, il s'étendait au nord jusqu'à la troisième cataracte du Nil. 

L'historien Jay Spaulding avance l'hypothèse que l'Alodie aurait survécu à la chute de Soba : le "royaume de Soba" mentionné par le voyageur juif David Reubeni en 1523 serait l'Alodie située sur la rive est du Nil Bleu. Selon ce voyageur le "royaume de Soba" avait un territoire à une distance de dix jours de voyage et englobait le "royaume d'Al Ga'l", subordonné à Amara Dunqas, sultan de Sennar.  "Al Ga'l" est probablement une référence à la tribu arabe Jaalin.  S'appuyant sur des traditions orales, Spaulding suggère que les Alodiens ont abandonné le territoire qu'ils détenaient dans la vallée inférieure du Nil Bleu et se sont retirés dans la région montagneuse de Fazughli au sud, où ils ont rétabli leur royaume. Une tradition recueillie au XIXe siècle rappelle que : 

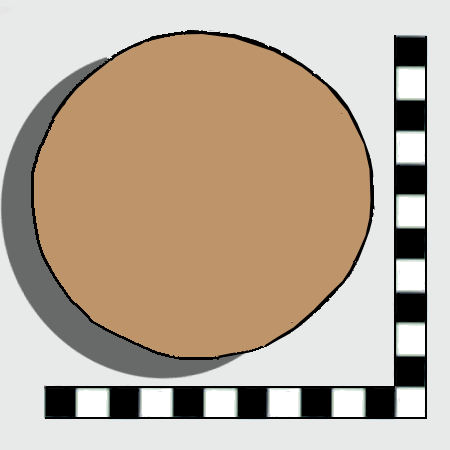
Copie d'une pierre sphérique découverte à Mahadid, elle ressemble aux pierres ritualisées de Soba du peuple Gule et Bertha. Puisqu'elles portent le nom de Soba, la capitale d'Alodia, il est possible qu'elles aient servi de "souvenirs matériels d'une patrie ancestrale en amont du Nil Bleu".

les rois de Fazughli, dont la domination s’étendait sur une grande partie de la péninsule de Sennar (la Gezira), et dont l’une des capitales avait été l’ancienne Soba, avaient été forcés de céder devant les nouveaux arrivants... les Funj ... et de se retirer dans leurs montagnes... Là... ils se sont maintenus... [Ainsi] l’empire de Fazughli a émergé des débris du royaume de Soba. 
Les traditions locales évoquent également les migrations alodiennes vers Fazughli. Le Funj Chronicle, compilé autour de 1870 mentionne Fazughli en tant qu'un lieu d'exil Nubien. Une culture archéologique appelée la "tradition Jebel Mahadid",  centrée autour de Mahadid dans la province de Qwara, à l'ouest de l’Éthiopie, témoigne d'une architecture et de poterie similaires à celles trouvées à Soba, elle a été récemment attribuée à ces réfugiés alodiens. Les découvertes archéologiques laissent penser que les Alodiens avaient commencé à s'installer dans les régions frontalières éthiopiennes et soudanaises au XIVe siècle. Ainsi, ils seraient arrivés alors que l'Alodie existait encore, mais était déjà en déclin.

### Entre Sennar et l'Éthiopie
Le royaume de Fazughli était situé entre le sultanat de Sennar et l’empire éthiopien, servant de tampon entre ces deux états. L’africaniste Alessandro Triulzi décrit ainsi l’extension approximative du royaume :
à l’est, il comprenait le pays Gumuz entre Gallabat et le Nil bleu, avec son centre à Gubba ; à l’ouest, il comprenait le pays Burun avec son centre à Jebel Gule, le royaume aurait été étendu au sud jusqu’à Kaffa en Éthiopie méridionale, et au sud, il comprenait principalement le pays de Bertha le long de la vallée aurifère de Tumat jusqu’à Fadasi, à la périphérie du territoire habité par les Oromos.
Son territoire aurait été habité principalement par des locuteurs de langues du Soudan oriental.  Selon Spaulding, la foi chrétienne se serait maintenue, au moins parmi l'élite Alodienne dirigeante.  Selon lui, cette élite alodienne était alors connue sous le nom de Hamaj,  mais il serait également possible que le Hamaj soit le nom de la population de Fazughlian. 

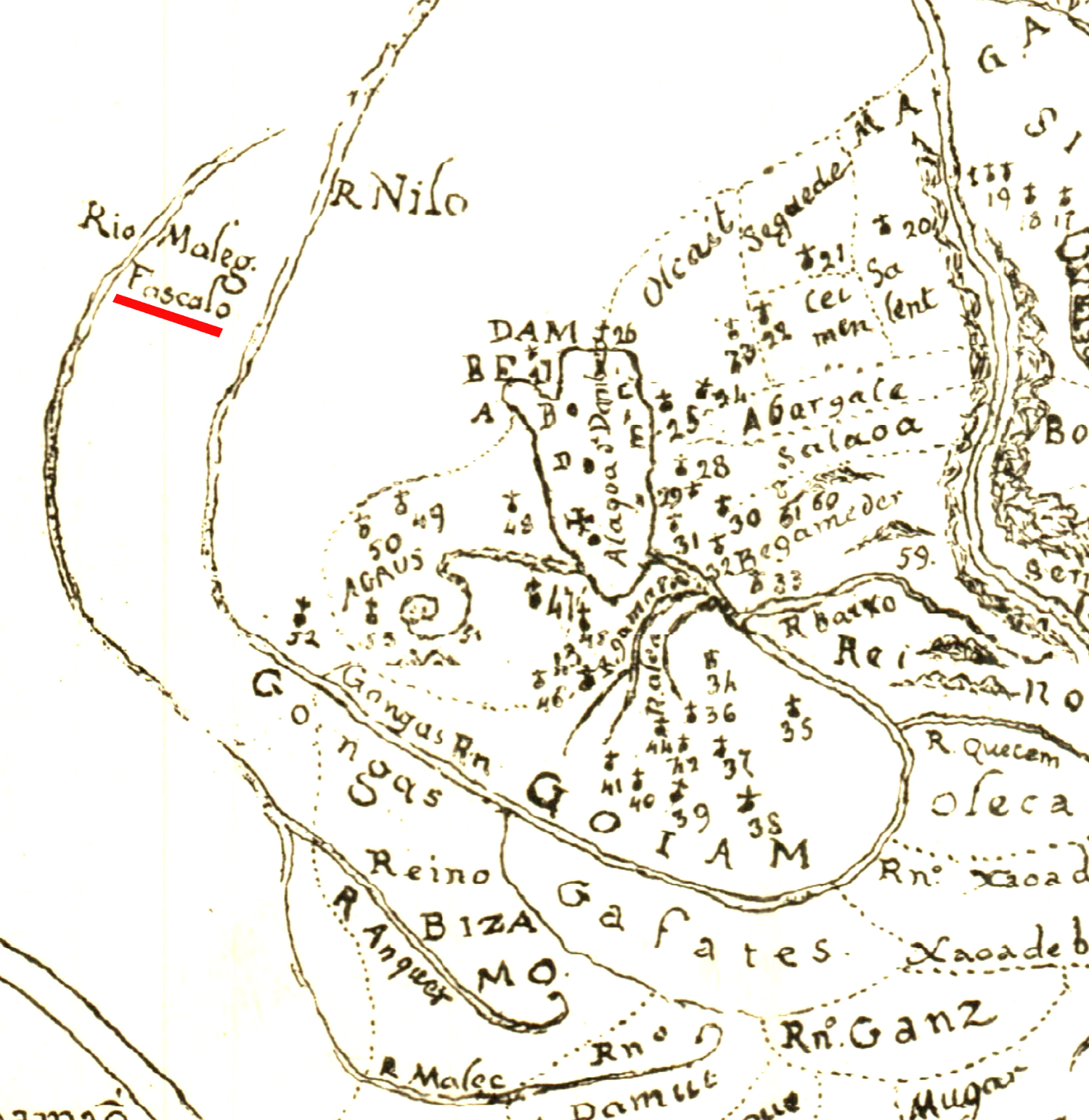
Fazughli (" Fascalo ", souligné en rouge) sur une carte portugaise c. 1640.

Fazughli était célèbre pour son or.  Une source portugaise de 1607 déclare qu'elle avait "beaucoup d'or fin et de bons chevaux qu'elle vendait à l'empire (éthiopien)". Une autre source publiée en 1622 rapporte que "(...) c'est un fait certain, comme tout le monde le dit et l'empereur Seltan Cagued ( Susenyos ) me l'a raconté, que l'or le plus fin de toutes ses terres est du royaume de Fazcolo".  Son or aurait attiré l'attention de ses voisins,  l'Éthiopie et Sennar revendiquaient régulièrement, bien que ce ne soit pas fondé, la possession des mines d'or.  
La période de la fin du XVe siècle au début du XVIIe siècle aurait été une période troublée pour les zones frontalières entre Éthiopie et Soudan, comme le reflètent les sites de "tradition Jebel Mahadid", qui étaient localisés sur des positions défensives et protégés par des fortifications. 
Les Hamaj sont cités dans les sources pour avoir été impliqués dans la guerre Abyssinian-Adal,  alliés du peuple de Shire dans le nord de l'Éthiopie, près de Kassala.  
Pendant le règne du sultan Dakin (1568-1585), il y aurait eu une expédition à Abu Ramlah, juste au sud de Mahadid.  Dakin aurait été vaincu et quand il revint à Sennar il fut confronté à Ajib, un prince mineur ambitieux du nord de la Nubie. Ajib acquit d'abord une plus grande autonomie, vassalisa les sultans Funj et finalement, en 1606, envahit la Gezira et refoula le sultan, Abd al-Qadir II, en Éthiopie.  Une tradition orale rappelle qu'Ajib a fondé plusieurs mosquées dans ce qui aurait été le territoire Fazughlien, ce qui pourrait suggérer une implication Fazughlienne dans la lutte de pouvoir entre Ajib et Sennar, peut-être en prenant parti pour Ajib. Si une intrusion des forces d'Ajib dans le territoire de Fazughli s'était produite, elle aurait été de courte durée, et sans conséquences durables.  Ajib a été finalement tué dans une bataille en 1611–1612. 
En 1615, Fazughli aurait été conquise par l'empereur éthiopien Susenyos ce qui, selon Spaulding, aurait entraîné la fin de son indépendance.  Mahadid est détruite au XVIe siècle ou au début du XVIIe siècle, ce qui peut être attribué aux Éthiopiens ou aux Funj.  Les empereurs éthiopiens ont tenté d'intégrer Fazughli dans leur royaume, mais après soixante-dix ans, à la mort de l'empereur Yohannes I, l’Éthiopie en perd le contrôle. Avec le déclin de l'influence éthiopienne, Sennar tenta de combler le vide.  En 1685 "les princes héritiers Hameg de Fazughli" furent soumis par Sennar. 

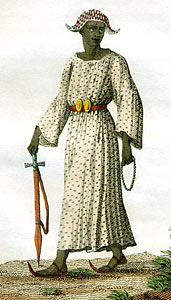
Gouverneur Funj (manjil) de Fazughli, c. 1820

### Fazughli dans leSultanat de Sennar
Les Funj ont conservé les dirigeants de Fazughli au lieu de les remplacer par de nouveaux gouverneurs provinciaux.  En tant que vassaux de Sennar, les gouverneurs de Fazughli ont reçu le titre de manjil.  Selon Spaulding, les Hamaj sont restés chrétiens pendant au moins une génération après la conquête, mais au milieu du 18e siècle, ils s'étaient convertis à l'islam. Une principauté chrétienne, Shaira, aurait existé dans la zone frontalière éthiopienne-soudanaise jusqu'au début des années 1770.  Intégré dans le sultanat de Sennar, les Hamaj deviendraient l'un de ses groupes ethniques les plus dominants  et Fazughli, avec les deux autres provinces méridionales de Kordofan et Alays, est devenu sa province la plus importante,  en raison de l'importance de son or pour l'économie de Sennar.  En 1761–1762  Muhammad Abu Likaylik, un commandant militaire originaire de Fazughli, a rassemblé un "groupe hétérogène de nobles néo-alodiens, de seigneurs de guerre, de soldats esclaves, de marchands et de fuqara (enseignants religieux)"  et a pris le contrôle du sultanat, initiant la régence Hamaj, qui a duré jusqu'à l'invasion turco-égyptienne de 1821. 

## Lectures complémentaires
- Spaulding, Jay L. (1980). "Toward a Demystification of the Funj: Some Perspectives on Society in Southern Sinnar, 1685–1900". Northeast African Studies. Michigan State University Press. 2 (1): 1–18. ISSN 0740-9133.